# Palazzo Arrivabene
Palazzo Arrivabene è un edificio rinascimentale sito nel centro storico di Mantova, dimora per secoli dell'omonima famiglia. Si estese progressivamente fino a comprendere una vasta parte di via Fratelli Bandiera e della omonima via Arrivabene.

## Storia

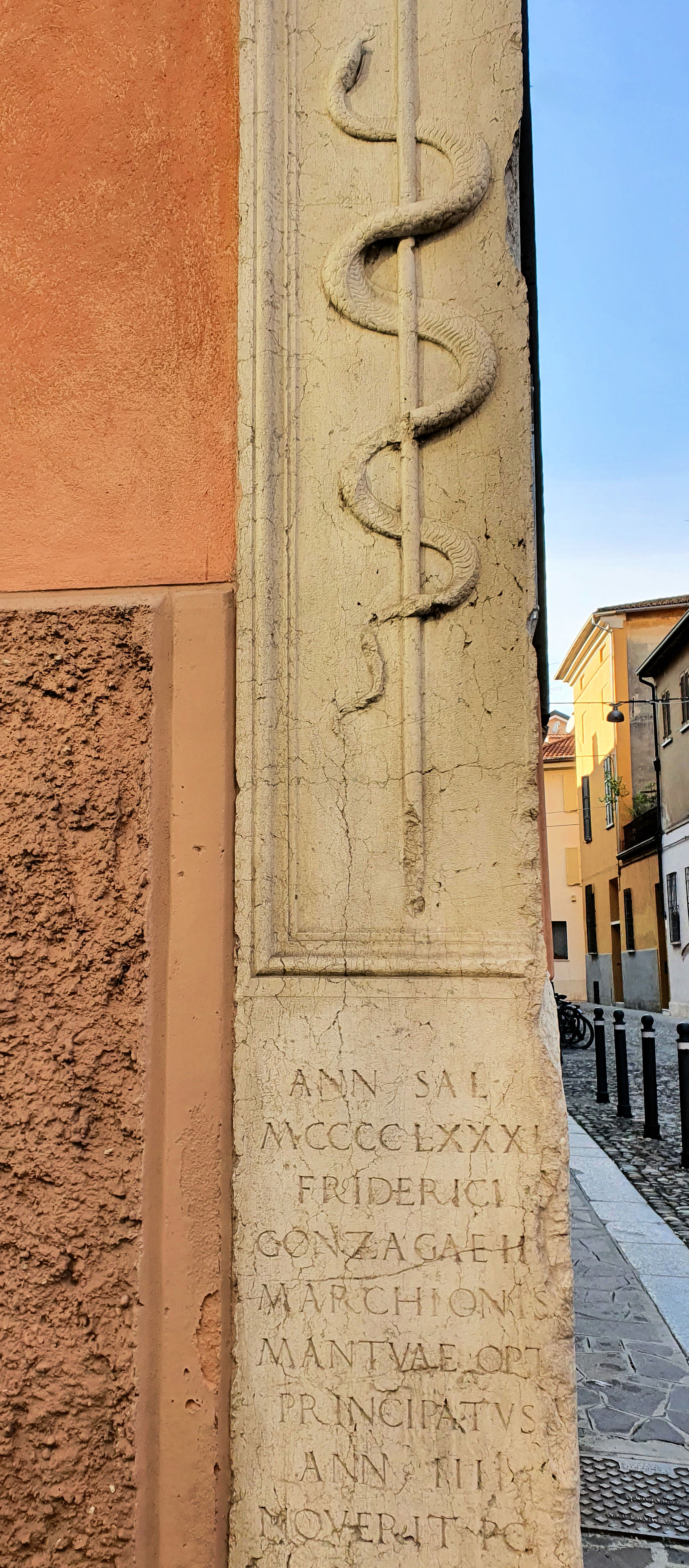
Mantova, iscrizione su Palazzo Arrivabene riferita a Federico Gonzaga.

Costruito nel 1481 su progetto di Luca Fancelli, primo aiutante di Leon Battista Alberti, reca all'angolo una lapide con una scritta in latino che così recita: I fratelli Giovanni e Giovanpietro Arrivabene, unanimi, per sé e per il carissimo figlio Alessandro e i nipoti, ancora vivi posero le fondamenta di questa casa nell’anno della salvezza 1481, quarto anno del principato di Federico terzo ottimo marchese di Mantova. I posteri conosceranno.
Il palazzo è caratterizzato da una torre quadrata posta in un angolo. Il cortile, anch'esso quadrato, si raggiunge passando da un portale del Settecento; è di disegno fancelliano con capitelli quattrocenteschi nella loggia; altre decorazioni del medesimo cortile rimandano invece a Frans Geffels.
Nel periodo tra il Cinquecento e il Settecento il palazzo fu soggetto a continui rifacimenti. Subì anche un disastroso bombardamento durante la seconda guerra mondiale. Si ritrovò nel Novecento diviso in alcune dimore di prestigio.
All'interno ospita importanti opere pittoriche: decorazioni quattrocentesche ispirate ad Andrea Mantegna, oltre ad affreschi di Giuseppe Bazzani e di Louis Dorigny.
La presenza dell'Apoteosi di Ercole di Lodovico Dorigny è segnalata in un catalogo della mostra dedicata a Bazzani di Nicola Ivanoff. Nel soffitto che si apre su un salone moderno del palazzo è dipinto «il semidio che ascende nell'Olimpo su un cocchio appoggiandosi alla clava, volta allo spettatore la schiena poderosa». Attratto dall'opera di Simon Vouet e di Charles Le Brun, dal loro linguaggio  aulico e decorativo, barocco e pur classico, Dorigny, parigino, figlio del pittore Michel Dorigny, affondava le sue origini «più che nella rivoluzione caravaggesca, nella prosa chiara e temperata di un Reni o di un Lanfranco» in un'epoca dove la moda dei tenebrosi tendeva ad esaurirsi e «gli esempi di Luca Giordano inducevano a sciogliere il colore in più liquide atmosfere, mentre un autentico rinnovamento stava maturando nella grande arte di Sebastiano Ricci»